# 群れなせ!シートン学園
『群れなせ！シートン学園』（むれなせシートンがくえん）は、山下文吾による日本の漫画。2016年5月から2021年5月までCygamesのウェブコミックサービス『サイコミ』にて毎週水曜日更新で連載。2017年7月からは講談社より単行本が発売された。第40話からは『群れなせ！シートン学園-Animal Academy-』というタイトルに変更されており、2019年8月から小学館より電子書籍が配信されている。また、これまで単行本のみの発売だった第39話以前についても「【新装版】群れなせ！シートン学園」として、2020年4月から同じく小学館より電子書籍が配信されている。本編、番外編、おまけを含めると全239話。

## あらすじ
様々な動物が共に生活する私立シートン学園。その生徒である動物達は同種で群れを作るなか、学園内でも数が最も少ない人間（ホモ・サピエンス）・間様 人は肩身の狭い高校生活を余儀なくされていた。あくる日の昼休み、ひょんなことからオオカミ・大狼ランカに気に入られてしまい、紆余曲折の末にランカと群れに入り、行動を共にすることになる。最初はふたりだけだったランカの群れは、ジンが想いを寄せる人間・牝野 瞳を半ば巻き込む形ながらも「料理部」として形を変え、やがてコアラ・子守ユカリやナマケモノ・獣生ミユビ、ネコ・猫米クルミ、パンダ・苺苺といった様々な動物が加わり、学園内でも珍しい群れとして注目を集めるようになる。

## 作風と世界観

### 登場キャラクターの設定
本作に登場する動物達は基本的に哺乳類に限定して擬人化されており、通常は二足歩行での生活を送っているが、メスはほぼ人間の女の子のように描かれ、モデルとなった動物の特徴が表れるのは髪や耳、尻尾程度なのに対して、オスは頭部や手足、体格に至るまでモデルの動物そのままに描かれるという視覚的な差別化がなされている。動物特有の生態や種族間の関係（草食獣は肉食獣に接近されると怯える、ネコはネズミの天敵、など）も基本的にそのままキャラクターの設定に盛り込まれている。

### シートン学園
動物達（多くは哺乳類）が通う全寮制の私立学校。幼年部から高等部まで存在し、本作の舞台は主に高等部となる。教員はティラノサウルスをはじめとする「教竜（恐竜）」やアノマロカリスなどの古生代から中生代にかけて生息していた動物が担っていることが多い。シー学園という海棲哺乳類が多く通う分校があり、そちらは機能性を重視するため水着が制服となっている。

### 部活動
生徒たちは基本的に同種族で群れ（＝友達グループ）を作り行動を共にするほか、その群れで部活動を立ち上げて課外活動に勤しんでいる。部活動は所属する動物の生態や特徴を活かしたものとなっており、園芸部（イノシシの群れ）、美術部（ゾウの群れ）、曲芸部（アシカの群れ）、陸上部（インパラの群れ）、ボクシング部（カンガルーの群れ）などが登場する。

## 登場キャラクター
声はアニメ版における声優である。

### 私立シートン学園

#### 料理部
間様 人（まざま じん）/ ジン
声 - 石谷春貴、山根綺（少年時代）
動物嫌いな人間の主人公。嫌ってやまない動物に囲まれ辟易する学園生活の中でランカと出会い、次第にその生活は変わり始めてゆく。1年前、ひやかし目的で行ったシートン学園学校説明会での終了後、ネコのメス（に変装したヒトミ）と出会い、また会いたいという気の迷いでシートン学園に入学した。
他の動物たちを「ケダモノ」「クソ○○（種族名）」呼ばわりするなど常に見下した態度をとっているが、一方で動物に関する膨大な知識を持ちあわせており、口では嫌がりながらも動物たちの悩みを解決に導いたり、フォローしたりするなど心優しい一面も持ち合わせている。学業や料理もそつなくこなし、トラブルの際には司令塔として指揮を執り、料理部の裏ボス的なポジションとなっている。『動物の弱点』『犬のしつけ』『動物に襲われたら』といった動物についての本を読んでいることが多く、クマよけスプレーや柑橘類などの各種動物撃退グッズを常に持ち歩いている。
3歳の頃は動物好きだったが、ランカを庇った結果として動物嫌いへと変貌した過去があるものの、ランカのことは普段はぞんざいに扱いながらも、名前で呼ぶなど特折憎からず思っている一面を垣間見せている。本人の自意識的にはクラスメイトで同じ人間であるヒトミに一途な想いを寄せており、彼女に対してはとことん誠実かつ真摯、甘々となる。動物達を排除し、ヒトミとふたりきりの学園生活を送ることを常日頃理想としているものの、料理部メンバーにはそれなりに情が移ってきている。そのほかにも、動物への辛辣な言動によってドMであるメイメイに好意を寄せられたり、メリが困っていたところをぶっきらぼうながら助けたことで恋心を抱かれたり、種族個々の生態や身体的特徴を頭から否定せず、長所についてはきちんと認める一面が災いしてユビルやボノといったオスの動物にまで好意を寄せられ、本人の意図しないところで動物達から慕われている状況となっている。

大狼 ランカ（おおかみ ランカ）/ ランカ
声 - 木野日菜
非常に小柄なオオカミのヒロイン。ジンに惚れ込み、彼を生涯のパートナーと見なして行動を共にするようになる。
小さいころにクマにいじめられた際、人間の子供（＝ジン）に助けられたことで「オオカミ以外の動物とも仲良くなれる」と信じており、他の動物たちとも一緒に大きな群れを作り、その中のボスになることを夢見ている。オオカミ流の挨拶として群れの仲間の口を舐めまくる（通称「ペロペロ」）のが日常風景であり、ジンにはことあるごとに「ペロペロ」しようと飛びかかってはいなされるのが日常風景となっている。料理部の部長の座をヒトミから譲られる形で、念願の群れのボスとなるものの、料理スキルは壊滅的である。ジンからは普段こそ「バカ犬」呼ばわりされているが、動物を見下す彼が名前で呼ぶことがある稀な存在である。
良くも悪くも天真爛漫で純真無垢な性格であり、ジンに邪険に扱われたりしてもそれほどめげることはなく、彼の根底にある優しさを見抜いて惚れ込んでいるが、自分を助けてくれた人間の子供がジンであることはわかっていない。オオカミでありながら争い事には弱く、草食獣かつ自分よりはるかに幼い羊のメリにすら倒されてしまっているが、ここぞという場面では抜群の脚力や180kgの咬合力を披露しており、料理部の面々に危害を加えてきたチンパンジーには敵意を露わに威嚇し、恐怖させている。学園内では一風変わった料理部と、その中心にいるランカの在り方は、様々な動物たちに影響を与えるようになる。

牝野 瞳（ひの ひとみ）/ ヒトミ
声 - 宮本侑芽
母性に溢れた人間のヒロイン。ジンを除くと学園内唯一の人間である女子高校生。容姿端麗、成績優秀かつ料理部メンバー随一の良識人。「♀」の形の髪留めがトレードマークとなっている。
初等部からシートン学園に通っているため、今まで同年代の人間に会ったことがなかった。中等部3年生のとき、シートン学園学校説明会に来ていた人間のジンを見かけお友達になりたいと思い、ネコのメスに変装してジンにシートン学園の校舎を案内した。このときの出来事が、動物嫌いなジンがシートン学園に入ったきっかけになっている。
料理好きで、私有の調理器具を持ち寄り、調理実習室を部室として料理部を立ち上げる。おしとやかで人当たりや面倒見も良く、料理部のメンバー達とも仲良く接している。ジンの想い人であるがゆえに、困っている動物を見かねた彼女のお願いや、ジンの彼女に対する下心によって、ジンを動かすことができる数少ない存在であり、間接的に彼女のお陰で動物たちが助けられている場面も多々ある。性格的には奥手で恥ずかしがり屋だが、巻き込まれ体質が災いして度々サービスカットを担ってしまうほか、動物から見れば人間は特定の季節での発情期を持たない（それこそ1年中、興味こそあれば何年もずっとである）ため、恋愛観の相違から本人の意に反して「エッチな人」「発情期ちゃん」とのキャラやあだ名が生徒間で定着してしまっている。中等部時代は水泳部だったため泳ぎが得意。
元々は圧倒的マイノリティである学園内に自分の居場所を作りたい一心で料理部を立ち上げ、誘ったジンにくっつく形でランカが加入してきたの契機に、想像以上に居心地の良いものへとなってゆくこととなった。ジンとの関係は当初から良好ながらも、ジンから告白を受けた際には、今の料理部のカタチが壊れてしまうのを恐れるあまりに断ってしまうが、彼女の心境を汲んだジンの歩み寄りにより和解し事なきを得ている。ジンの心にはランカがいるのではないかとの思いを抱きながらも、一方で自身にとことん誠実に接してくれるジンに惹かれている。

子守 ユカリ（こもり ユカリ）/ ユカリ
声 - 久野美咲
「食」にこだわりをもつコアラのメス。会話するときには「だ」行の発音が「ら」行になる。
料理部の板長ポジションにしてヒトミと並ぶ常識人であり、辛辣な言動を繰り広げるジンへのツッコミ役でもある。料理部メンバーに対しても日常的に丁寧語で喋っているほか、持ち前のコミュ力の高さは主に食材調達に存分に活かされている。見かけに反した強靭な握力を持ち、物事を力技でなんとかしてしまうこともある。
コアラの生態である幼少期のバップ（母親（声 - 石井未紗）の未消化のユーカリ、つまり糞）が、記憶こそおぼろげながらも強烈に美味しかったものとして印象に残っていたために「食」に興味を持つようになり、ヒトのみが行う「料理」にそのヒントがあるのではと考え、料理部の門を叩く。晴れて真実を思い出してからは、食糞に対して異様な執着を見せるようになり、ひとたびその絡みとなると暴走しだすばかりか、他の動物たちに度々食べさせようとしては部員に阻まれている。

獣生 ミユビ（ししお ミユビ）/ ミユビ
声 - 小原好美
スポーツ好きのミユビナマケモノのメス。
種族の生態ゆえに些細なことで死んでしまうが、本人はいたって活動的な志向の持ち主であり、自分に向いているスポーツを模索しているため、自室にはあらゆるスポーツ用品が揃えられている。他の動物と比べて半分ほどの筋肉量しかもたないことで移動速度が時速180mと非常に遅いため、放課後になると部室までの移動はジンに背負ってもらっているほか、皆で移動する際には手押し車の中に入り、ユカリ達に押してもらっている。頭に生えている苔を食べて生活しており、料理部で実際に料理を口にすることはほとんどない。泳ぎは得意であるが、泳ぎつづける体力はない。表には出さないが非常に頭脳明晰であり、以前にはロバが熱狂するトレーディングカードゲーム「マジック・ザ・ドンキーズ（MTD）」の伝説的プレーヤーとして大会を荒しまわるほどの腕前を誇っていた（カードが重いため引退している）。
大人しく控えめな性格でそれほど口数も多くなく、普段は皆を見守るように佇んでいるが、いざというときはきちんと自己主張する芯の強さを持っている。周りの動物のように動くことが出来ないことにコンプレックスを抱えているものの、何とか克服したいとの思いで努力を重ねており、彼女の頑張る姿は生徒間でも評判を得るようになる。友達もなかなか作れない身であったところを、半ば強引ながらも群れに誘ってくれたランカに好意を寄せる一方、自身の生態に悩んでいたマナコを叱咤激励したことをきっかけに好意を寄せられている。

猫米 クルミ（ねこまい クルミ）/ クルミ
声 - 徳井青空
幽霊部員のネコのメス。品種はラグドール。
中等部在籍時の「ミスメス」に3年連続で選ばれた学園内で人気の存在。非常に気まぐれなために部室にいないことが多い。
ネコの本能そのままに生きているような部分が大きく、喉鳴らしで愛嬌を振りまいて食べ物をもらったり、様々な場所で昼寝を楽しんだりと自由気ままに構内を闊歩している。群れるのはカッコ悪いとのポリシーを持つものの、様々な動物が共に過ごしている料理部に興味を抱き、料理部の空間を気に入ったことや寂しがりやな本心をジンに見抜かれたことで、天邪鬼な態度を見せながらもやがて一員へと加わる。彼女より後に料理部にやってきたメイメイには当初警戒心を露わにしていたが、メイメイの歩み寄りを受け、彼女に親愛の仕草を表すようになっている。ハダカデバネズミ達にとっては天敵であり、彼女に遭遇するたびに弄ばれている。

苺苺（メイメイ）
声 - 芹澤優
中国からやって来た留学生でジャイアントパンダのメス。第23話で初登場。
世界中で人気を集めている動物界きってのアイドルであり、学園内にも種族を問わず熱狂的なファンがおり、意図せず学園全体を動かしてしまうほどの絶大な影響力をもっている。種族的に手厚く保護され、また誰からも愛され甘やかされる立場で育ったため、怠惰で自由奔放な気分屋だが、実はドM（後述）。物事の判断基準が「楽しそうかどうか」であり、色恋沙汰やゴシップには真っ先に食いついたり、いたって気軽に行動してしまうため周りを巻き込んでしまうこともしばしばある。学園で過ごす制服も特注のオーダーメイドデザインであり、頭にはサングラスを身に着けている。感情が昂ぶると中国語で話すことがあるほか、私服もチャイナ服である。生粋のアイドルであるが高慢や高飛車などといった面はなく、クルミやマナコなど自分の思い通りにコミュニケーションが成り立たない相手には自ら歩み寄ることも辞さない積極性を見せているほか、ミユビの芯の強さを目の当たりにしてからは彼女をいたく気に入っている。
自身を特別扱いをしないジンに新鮮さを感じたことをきっかけに、その冷たい発言や態度に快感を覚えるようになり、半ばジン目当で料理部に加入することになる。本来は期限付きで学園に滞在する予定だったが、アイドルの自分を脱いでありのままでいられる料理部とその仲間たちに愛着を抱いている自分の本心に気付き、駄々をこねた結果留学期間が無期限延長となり、晴れて料理部の正式な一員となるとともに、ジンにはマゾ的な感情だけではない部分でも好意を抱くようになっている。

吸森 チイ（すいもり チイ）/ チイ
血を吸うのが怖い吸血コウモリの新入生。第78話で初登場。
生き血を吸うのを嫌って血液パックで食事を賄っており、それを咎める両親に鍛え直す目的でシートン学園に入れられるも結局生き血は吸えないままである。食堂で見たヒトミのお弁当の可愛らしさに強い憧れを持ち、またジンの血を吸おうとしたことがきっかけでジンの作ったレバームースのタルティーヌを食べさせてもらうも吸血コウモリは味覚が退化しているために味がせず絶望する。だがその後吸血コウモリについて調べたジンにより梅干しを食べさせてもらい、吸血コウモリも酸味と塩味は感じられる事と合う料理があることを教えられ、料理部に入部する。
料理絡みで親身になってもらったことと、血を吸いたくないというよりは他者を傷つけたくないのであり、それは悪いことではないと諭された事とでジンに対して好意を持つ。
メイメイに対しては苦手意識を持っている。

#### 学園の生徒

##### 料理部メンバーと関係の深い生徒
馬縞 クロエ（ましま クロエ）
声 - 青山吉能
ポニーテールのグレビーシマウマのメス。第2話で初登場。
お嬢様口調の高飛車な一面もあるものの、根は誠実で義理堅い。大所帯であるウマの群れのリーダーだったが、シマウマがロバの仲間であることを大勢の前でジンに指摘され、気まずさのためにウマの群れからロバの群れへ移った。群れのオスロバ達に勧められて始めたMTDで才能を開花させ、世界チャンピオンにまで登り詰め名を馳せるとともに、自身がロバであることを誇れるようになった。MTDを始めてからは日々足技を磨いており、彼女のキックの破壊力は凄まじいものとなっている。
ランカの厚意により部室の一角を間借りさせてもらっており、ジン以外の料理部のメンバーとは良好な関係を築いているほか、時折料理部の活動を手伝っている。

馿馬 ノバ（ろば ノバ）、兎馬 キャン（とば キャン）
声 - 浜田洋平、若林佑
クロエの群れのアジアノロバのオス。第2話で初登場。
メガネを掛けた2頭組で、一見オタク然としているがノリはやたら軽い。2頭ともクロエに想いを寄せているが、躱されている。
ノバは馬の群れに居づらくなって1頭でいたクロエに初めて声をかけてあげたロバであり、キャンは腹筋がすごい。シー学園での漁業体験のときクロエと一緒に船から落ちて無獣島にたどり着き、4日間一緒に生活することになり、その際にクロエからトキめかれており、これまでもこれからもずっと一緒と言ってもらえる。

獅子野 キング（ししの キング）
声 - 杉田智和
ライオンのオス。第12話で初登場。
肉食獣でありながら草食獣であるインパラのシホに恋をしたことで、異種族間カップル（と学園内では認識されている）のジンとランカに相談を持ちかける。紆余曲折の末にアプローチをなんとか果たすものの、波乱万丈な恋路に苦悩の日々を過ごすことになり、落ち込むたびにたてがみが抜け落ちる様を周りからは「ハゲ」呼ばわりされてしまっている。喧嘩はライオンの中でも並ぶもののないほどに強く、イエナとは拳を交わし、時には共闘する間柄となっている。
ライオンの中でも相当の「フサメン」（＝人間でいうイケメン、たてがみが立派なほどモテる）であり学園の一室でハーレムを築いていたが、メス達からはハゲてしまったことを惜しまれている。ジンのことはシホとの間を取り持ってくれた恩人として、窮地の際には助けに駆けつけている。ジンは彼を「クソキング」と呼んでおり、作中においてジンが名前で呼んだことがある動物はランカと彼のみ（『クソ』は付くが）である。
シホの両親にご挨拶したときは、シホの父・伊原ゼモ（声 - 津田健次郎）からインパラトーナメントに出場し優勝することを付き合う条件とされたことで出場し、5年連続優勝のゼモに3分で勝利する。ゼモに自身の誠実な気持ちを伝え、野獣ではなく紳士として認められかけるが、最後の一言が災いしシホの両親から蹴り飛ばされる。

伊原 シホ（いはら シホ）
声 - 高野麻里佳
陸上部で活動するインパラのメス。第12話で初登場。
当初は発情期でないことを理由にキングからの告白を一旦断るも、キングの人柄に惹かれ、交際を始めることになる。なんだかんだありながらも両想いの関係まで辿りつき、ゾッコンといえるまでに至っているが、なんだかんだと邪魔が入り一線は越えられずにいる。キングを傷つけたバーバリライオンにも臆せず立ち向かう気丈さと真っ直ぐさを持つが、キングの周りにメスライオンの影が見えると嫌がるなど、独占欲や嫉妬深い一面も垣間見せる。マナコとは陸上部で切磋琢磨する良き友達となっている。
発情期になったときは、キングと交尾する前に両親に会うよう彼にお願いし、彼を両親（母（声 - 小原好美）に会わせる。

肌野 ミキ（はだの ミキ）
声 - 田村ゆかり
生徒会長を務めるハダカデバネズミのメス。第13話で初登場。
種族特有の価値観である「服を着ていることは破廉恥、裸が健全な姿」との信条から、生徒会室などの他者の目がない場所では下着姿で過ごしており、地上では服を着なくてはならない羞恥心に耐えながら職務に励んでいる。学園の秩序を乱そうとする行為（特に異種族交流）を許さない方針を掲げており、（ジン本人は望んでいないにも関わらず）その象徴となっているジンを敵視し、監視下に置いていたが、料理部のメンバー達と関わった動物達の姿を通じて学園の雰囲気が良くなったことに気付き、考えを改めている。
取り巻きとしてかなりの数のオス個体（声 - 浜田洋平、井上雄貴）がおり、地下では皆ブリーフ一丁の姿で過ごしている。女王である会長を慕っていることは共通するものの、一匹一匹が非常に個性豊かであり、賑やかな群れとなっている。
ランカの父に対しては強い好意を抱いている。

斑刃 イエナ（まだらば イエナ）
声 - 津田美波
喧嘩にめっぽう強いブチハイエナのメス。第14話で初登場。
自身の勘違いや父（声 - 津田健次郎）との認識齟齬から、自分はオスである、と頑なに信じており、メスだと言われること指摘されることを何より嫌っていたが、ジンの知識によりメスだと自覚させられてからは自身の性に苦悩するようになる。美容師の兄（声 - 若林佑）から髪型をメスらしくされ、一度は服装や言動の矯正を試みたものの、メイメイに好きなように生きることを諭され、オスとして生きるスタイルに戻っている。
メスながらもボーイッシュな外見や男気溢れる立ち振る舞い、喧嘩上等な性格で同種族からはオスメス問わず人気があるが、本人は孤独を美徳としており群れには入っていない。好戦的で日常的にオスライオン達を蹴散らしており、メイメイの保護機関エージェントであるビントロングやマンモスのマンといった格上の相手にも臆せず挑んでいくほか、キングとは互いに強さを認め合う仲となる。自意識的にはオスであるため、メスらしさを見込んでヒトミに師事したことをきっかけに想いを寄せるようになっている。アンとはヒトミを巡って勝負したこともあり、お互いに友達になる。
父と兄には本心では普通の女性らしく過ごして欲しいと願われていて、スカートやドレスなどおしゃれな衣類を用意されるが、時代の流れで性的マイノリティにも寛大な姿勢で男優りの生き方も認められている。
母は死別したが、亡母について父はハイエナとして強かったと語っており、完全に亡母を踏襲している。

愛島 ユビル（あいしま ユビル）
コンプレックスを抱えたアイアイのオス。第15話で初登場。
種族の生態から自らを「闇の者」と称しており、メイメイのような「光の者」に近寄られると溶かされてしまう。ジンのクラスメイトであり、体育の時間に自身のコンプレックスである指を気にすることなく手を握ってくれたジンに想いを寄せるようになるが、その様を恋敵にあたる長鹿兄からは「妄想恋愛中毒君」と罵られている。ジンの貞操を守ろうと長鹿兄とは度々衝突するも、傍目にはストーカー仲間のような間柄となってしまっており、ジンの窮地を救わんと結託する様を目撃したキリに「友情の芽生え」と妄想されてしまっている。
コンプレックスを抱え悩む一方で、同じ闇を抱える同種族達と「黒魔術研究会」を立ち上げているが、同族以外の友達ができた様を仲間たちから「ユビル氏、リア充化」「浄化されしユビル」などとやっかみを受けてしまっている。

長鹿 ネク＆長鹿 キリ（ながしか　-）
声 - 市川蒼（ネク）、高尾奏音（キリ）
2人そろって変わった性癖を持つキリンの兄妹。第18話で初登場。
ネクはキリンの中でも図抜けたプレイボーイであり、普通の恋愛では物足りなくなり、アブノーマルな恋愛を求めてジンに想いを寄せるようになる。ジンに対しては「健気なまでの受け」であり、拒絶されても熱いまなざしを向け続けているが、ユビルからは「性欲の化け物」と罵られている。
妹・キリはショートカットで長いスレンダーな美少女だが、中身はBL趣味を隠そうともしない腐女子であり、兄の恋路も応援するスタンスこそ取っているものの、兄がジンに拒絶されている場面ですら妄想して楽しんでしまっている。

風風（フォンフォン）
声 - 齋藤彩夏
メイメイの付き人兼ボディーガードを務めるレッサーパンダのオス。第23話で初登場。
小柄な見た目とは裏腹の超一流エージェントであり、メイメイの安寧な日常生活は彼をはじめとする護衛達の様々な裏工作のおかげでもある。任務遂行中はサングラスを身に着ける。メイメイに付き添う形で学園の一生徒として在籍しており、普段は自由奔放なメイメイのわがままに振り回されているが、時折ドライでビジネスライクな一面も垣間見せている。

鏡 マナコ（かがみ マナコ）
声 - 佐倉綾音
尋常でないほどに照れ屋なメガネザルのメス。第26話で初登場。
些細なストレスで自殺を試み、嬉しさといった感情の昂ぶりですら自殺を図ろうとする厄介な本能の持ち主。メイメイのファンであり、友達になろうとしたメイメイを苦戦させるが、ミユビの叱咤と励ましをきっかけに自身の衝動をコントロールできるようになった。ほどなくして自身のジャンプ力を活かせる陸上部へ入部し、シホとは切磋琢磨する良き友達となっている。

ハツネ
ハツカネズミのメス。第60話で初登場。
1年程度しか生きられないため、何にでも全力で生き生きしている。ミユビと友達になり、ミユビにたくさん楽しいことを教え、ミユビからは憧れの存在になっている。ミユビの真似をしてしばらく空を眺めてみると、生まれて初めてのんびりとした気持ちになる。その数日後に亡くなり、ミユビから号泣される。死後は天国で暮らしており、死んだミユビとたまに会うことがある。

大浮 ボノ
海棲哺乳類ながらシートン学園に通うカリフォルニアラッコのオス。第61話で初登場。
肩身の狭い日々に疲弊しシー学園への転校を希望していたが、ある日ジンと出会い、ラッコに対するジンの批評を聞いたランカが言葉足らずで励ました結果、ジンは自分を認めてくれたと誤解し思いを寄せるようになる。
カナの脱皮した皮を固めてお気に入りの持ち石としていたが、ジンに惚れてからはジンの爪をゴミ箱から集めて石を作ろうと暗躍しており、監視していたユビルや長鹿兄をもドン引きさせている。

豚田（とんだ）
ブタのオス。第65話で初登場。
キレイ好きで知能が高く病気に強い。同類のブタのメスからはモテている。ユカリに恋心を抱いており、告白するが振られる。
ブタを指す言葉は汚いものばかりで自分自身ずっとブタであることを恥じていたが、ユカリがコアラの食性を恥じることなく受け入れてどんなときも明るく堂々と生きている姿を見て、自分がブタであることを恥じなくなる。ユカリからはまずはお友達からと言われる。

ツチオ
アードウルフのオス。第96話初登場。
ハイエナの中でも一番小さいシロアリ食の種類で、噛む力はほとんどなく歯も貧弱。シロアリの採食する音を頼りに居場所を探し出せるほど耳がいい。
ライオンの群れを1頭で蹴散らすハイエナのイエナに憧れて、弟子入りを志願する。
ヤクの獣たちに鍛えられ、マッチョになる。

##### ボクシング部
跳袋 ミドル（とぶくろ ミドル）
ワラルーボクシング部部長。ケナガワラルーのオス。第28話で初登場。
体長140cm。カンガルーボクシング部部員のオオカンガルーから力づくで部室を奪われ、部室を取り戻すためにカンガルーボクシング部部長の赤袋とカンガルーボクシングの試合をすることになる。ランカとの特訓で赤袋のパンチをかわせるほどに成長するが、2R目で強烈なキックをくらい、8R終了にはボロボロになっていた。
9R目でついにダウンするが、やめた部員たちの本当の思いを聞いて立ち上がり、脚7本分の力を込めたボディとアッパーで逆転KOする。試合後、ランカの提案で赤袋と和解する。

赤袋 スグル（あかぶくろ スグル）
カンガルーボクシング部部長。アカカンガルーのオス。第28話で初登場。
体長180cm。跳躍力は高さ2m幅8mに達し、体脂肪率は2％。マッチョな体型で、ボディビルのポーズをよくとる。
部室を手に入れるため、ワラルーボクシング部部長のミドルとカンガルーボクシングの試合をすることになる。右腕から放たれるパンチはコーナーマットを凹ませるほどの威力があるが、審判役を務めたクロエの蹴りで右腕を折られてしまう。
赤袋自身も部員ために戦っており、折れた腕の痛みに耐えながらもミドルと戦い続け彼を追い詰めるも、逆転KOされる。試合後ミドルと和解し、彼を「ボス」と呼ぶようになる。

ピョン子
ワラルーボクシング部部員。ワラルーのメス。第28話で初登場。
別名「シンデレラルー」。部長のミドルと赤袋の試合が決まったとき、ついていけないとミドルに伝え、他の部員と一緒にワラルーボクシング部をやめる。しかしやめた本当の理由は部長のミドルに無茶して欲しくなかったからであり、本当は部長とボクシングを続けたいという気持ちを涙ながらに伝える。
ワラル
ワラルーのオス。右目に傷痕が残り、隻眼になっている。別名「隻眼の死神」。
クロカ
カンガルーのメス。別名「跳ねる戦闘マシーン」。
アーガイル
オオカンガルーのオス。別名「黒いダイヤモンド」。

##### その他生徒
馬川（うまかわ）、象田（ぞうだ）、豚山（ぶたやま）
馬、象、豚のオス。ジンと同じクラスで、出席の点呼に対しそれぞれ「ヒヒーン」「パオーン」「ブヒー」と応えている。

猿原 パン（さるはら パン）
声 - 朝日奈丸佳
チンパンジーのメス。第9話で初登場。
非常に知能が高く、人間以外で唯一火を扱える動物。しかし性格は極めて獰猛で危険。他の動物を見下しており、すぐキレる。同じ群れのオス（声 - 若林佑）からも清々しいまでのゲスと評されている。
シートン学園体育祭では道具を使うというズルをしながらポイントを稼ぎ、人間のジンには同族嫌悪を抱き「アホロートル」と挑発する。最終種目の耐久リレーでは、湖コースで出るはずだったヒトミを数種類の薬草を使ったエキスで眠らせるよう指示し、代わりに出たミユビが泳ぎ切れるわけがないと油断するも、泳ぎ切ったミユビからたすきを渡されたランカに追いつかれ、ランカの威嚇に恐怖し戦意喪失する。
野間 ドン（のま ドン）
声 - 津田健次郎
ライオンのオス。第12話初登場で、第63話で名前が明らかになる。
キングのハーレムを狙っており、真正面から挑むが簡単に倒される。髪が短いことで、キングのハーレムのメス達からは「短小」と馬鹿にされている。イエナにも兄弟を引き連れて何度も挑んでいるが、簡単に返り討ちにされている。
イオ
ライオンのメス。第12話初登場で、第63話で名前が明らかになる。
キングのハーレムのリーダー（声 - 衣川里佳）の右腕。真面目な性格でライオンのメス達からも慕われている。
「短小」のドンをダサいと馬鹿にしていたが、やられても何度も挑み続けること姿を見てわずかながら好意を抱く。
ドンから特別扱いされているイエナに対しては、激しい敵対心を抱いている。
穴蜜 テル（あなみつ テル）
声 - 本多真梨子
とことんマイペースなラーテルのメス。第22話で初登場。
ラーテルの生態により防御力が異常なほどに高く、黒森の全力でもダメージを与えることができない程の鉄壁さを誇る。それ故に物理的な意味で極度の鈍感であり、幼少期にやんちゃな猛獣達から周囲が引くほどキツめのイジリを受けていたが本人は「自分は誰にも構ってもらえない」と気付いてすらいなかった。学園入学後、不良のヒグマ達に絡まれていた（本人に自覚なし）ところを偶然通りかかったフェリル達に助けられ、「初めて誰かが自分を構ってくれた」という感動から、オオカミになりたい一心でフェリルの群れに入れてもらおうと押しかける。が、空気の読めない天然さのためにランカに危害を加えてしまい、激怒したフェリルの一撃を食らうも軽傷で済み、それどころか初めて「痛み」を感じられたことに喜んでいた。その後、フェリルのシスコンっぷりとランカの勘違いが幸いし、晴れて加入を認められる。
メスではあるが、妹分はランカ以外不要との信条から、フェリルの群れで行動する際はオス達と同じ学ランを着用している。
サム
オポッサムのオス。第30話で初登場。
有胎盤類の出現により生態系の主役を奪われた有袋類の中で、唯一どの後も生息地を拡大している凄いやつ。カンガルーボクシングの試合の実況の特別ゲストとして呼ばれるも、ボクシングの試合とは全然関係ないオポッサムの説明しかしていない。（敵に襲われるなど）過度なストレスがかかると死んだふりをする（死臭まで放つ）。
星野 ハナ（ほしの ハナ）
声 - 長谷川育美
ホシバナモグラのメス。第35話で初登場。
地下寮に棲んでいるが、記録的大雨で地下寮が水没してしまったため、一時的にヒトミと寮の部屋をシェアすることになる。
半縞（はんじま）
クアッガのオス。第42話で初登場。
カードゲームMTDをしており、自分を数が少ないグレビーシマウマと偽って世界王者のクロエに近づき戦意喪失させて、決闘（デュエル）でクロエを追い詰める。ジンに正体を見抜かれ、クロエのダイレクトアタックをくらい敗北する。
メリ
シートン学園初等部の羊のメス。第58話で初登場。
頭頂部付近に小さなツノと耳がある。以前、高等部に見学に訪れた際に、困っていたところをジンに助けられたことで初恋に落ちるも、直後にランカのペロペロを目撃したことでランカを敵視するようになり、ジンを奪い返そうとミオ、ホルを連れ高等部へやってくる。ジンに再会した際は緊張のあまり泣いてしまう。群れに入りたいと勘違いしたランカに突進型の頭突きをくらわせ逃走する。
ミオ、ホル
シートン学園初等部の仲良しメスでメリと友達。第58話で初登場。
ミオは山羊、ホルは牛で、それぞれ頭頂部付近に小さなツノと耳がある。
なおミオは種族特性としてすぐに気絶する、ホルは胃の中に色々なものをしまっているという特徴がある。
寸田（すんだ）
ジャイアントスンダラットのオス。第60話おまけで初登場。
ミユビにできた新しい友達。寿命は半年から1年程で、天国にいるハツネにもうすぐ会えるのを楽しみにしている。
白極 ホクト（ホクト）
白くまのオス。第66話で初登場。
メイメイのファンクラブ最強会員。地球温暖化防止活動について唱える。
ハリー、タネミ
プレーリーハタネズミのオスとメス。第74話初登場。
恋人同士ではあるが、オスのハリーはメスのタネミの区別がつかない。ジンから、交尾することでオスもメスを判別できるようになると教えられ、ハリーはヤる気になるがタネミはできないと断る。料理部からは別れたらいいと告げられるが、ハリーが昔から泣き虫だったタネミをいつも優しく慰めてくれてたことで、見分けられなくてもハリーと一緒にいたいと告げる。その後、「交尾」「稼ぎ」と間違えないように合言葉を決める。
北狼 キヨ（きたがみ キヨ）
ホッキョクオオカミのメス。第82話初登場。
メガネをかけていて比較的小柄で性格のおとなしいオオカミ。ディンゴのオスの群れに絡まれていたところを黒森に助けられる。黒森に好意を抱き、服装や雰囲気を変えて彼に弟子入りを志願するが断られ、番ならどうかと聞くが、心に決めたメスがいるからキミの気持ちには応えられんと振られる。黒森がフェリルが好きなのを知り敵わないと身を引く。
タイチ
クロアシイタチのオス。第89話初登場。
地下迷宮で暮らしており、地上ではできないようなことをメスとしている。
虎の生徒
107話の冒頭で喧嘩をしていた2頭のオスの虎。瓜猿に説得されていたが、それでも喧嘩を止めず、見かねた寺野に凄まれて逃げ出していった。喧嘩の原因は好きな女の子の取り合い。

#### 教職員
寺野 ギガス（てらの ギガス）
声 - 玄田哲章
123歳のティラノサウルスのオス。地球史上最強の陸上肉食獣。体長13m。専門科目は歴史であり、ジンやヒトミなどが属する1年1組の担任。生徒達のことを「クソ哺乳類（ガキ）」と呼ぶ非常に厳しい性格かつ、フェリルと互角を争うほどの戦闘力を誇るため、生徒達から恐れられている。「絶滅したいのか」が口癖。
ティラノサウルスの体重や走行速度については諸説あるが、本作に置いては気嚢を保有しているために比較的軽く（3～4トン）、軽いがゆえに走行速度も速い（時速50km）という説を採用している。咬合力は8トン。立体視ができる数少ない恐竜で、それ以上に鼻が利き、発達した聴覚で生存競争を勝ち抜いたという説があるほど耳もいい。
なお、今でこそ最大最強の肉食恐竜だが学生時代は小柄でもっぱら腐肉食をやっており、大型肉食恐竜からバカにされていた。
107話から113話ではその学生時代について語っており、話を聞いていたのは瓜猿1人だったが、いつの間にか料理部やこれまでに出てきた主要キャラ達まで増えていた。
荒本（アラモト）
声 - 津田健次郎
アラモサウルスのオス。第4話初登場。全長30m。史上最大級の竜脚類で恐竜の大量絶滅後も70万年にわたって地上に君臨していた。普段は穏やかだが、怒ると踏み潰そうとする。
天野 カロリス（アマノ カロリス）
声 - 龍田直樹
アノマロカリスのオスでシートン学園の学園長。第9話初登場。水棲生物なので常に水槽に入っている。
桑野（ぐわの）
声 - 津田健次郎
イグアノドンのオスで保健医。第10話初登場。
野戸
プテラノドンのオス。第15話初登場。専門は体育で、怒ると目玉を突こうとする。
三角（みかど）
トリケラトプスのオスで寮長。第35話初登場。怒ると串刺しにしようとする。
瓜猿 リム（うりえ リム）
ウーリークモザルのメス。1年1組の副担任となった新任教員で料理部の顧問。第41話で初登場。
他の教員に比べて優しいと評判であり、ランカと同様、動物達は種の垣根を超えて分かり合えることを信条としている。その手段として（本人は至って健全な意識での）抱擁を行うため、シチュエーションによっては大きな誤解を生むこともある。
泥野（でいの）
ディノニクスのオス。第64話初登場。眼鏡をかけている。
荒本と同様、普段は穏やかだが、怒ると滅多刺しにしようとする。
剣屋（つるぎや）
ステゴサウルスのオス。第77話初登場。
ジュラ紀後半から白亜紀前半にかけて繁栄した最大級の剣竜類。背中の骨盤がゴジラの背びれのモデルになっていることから「ゴジラ」とよく言われる。ユカリに食糞したら落第処分にするとおどして、食糞をやめさせようとする。実は彼自身も食糞（実際にステゴサウルスは糞食だったという説がある）でそれが原因でいじめられていたために、ユカリもいじめられるのではないかと危惧していたため。
111話のラストでは多く作りすぎた弁当を寺野に分けようとしていたが、中身が糞かどうかは不明。
刺野
スピノサウルス。水泳の授業を担当している。

### 他校の登場人物
大狼 フェリル（おおかみ フェリル）
声 - 田野アサミ
オオカミの巨群を束ねるボスにしてランカの姉。第6話で初登場。
ランカとは対照的に4m45cmの体長と怪力を持ち、ヒグマ達すらまるで相手にならず、教職員の恐竜達とも渡り合ってしまうほどの強さを誇るが、重度のシスコンであり、ランカのこととなると途端に前後不覚になってしまう。ベルクマンの法則で、寒い日にいつもランカに上着をかしていたため大きくなった。
ランカの様子を見に料理部を訪れて以来、他校の生徒でありながら頻繁に学園にやってくるようになる。陰ながら見守るようにと過ごしているものの、その長身やスケバンのような出で立ちで大体の場合目立ってしまっている。強いオスが好みであり、寺野に憧れているが、黒森に思いを寄せられていることには全く気付いていない。ランカがベタ惚れしているジンのことは「多少見所はあるチンパンジー」「妹には相応しくない」と評しながらも、妹に嫌われたくない一心で黙認している。
黒森 ウルフ（くろもり ウルフ）
声 - 柳田淳一
フェリルの群れのNo.2で右腕を務めるシンリンオオカミのオス。第6話で初登場。
3留中の20歳→4留中の21歳。右目に傷痕がある。フェリルに忠誠を誓っている硬派な不良であり、フェリルが異常に強すぎるため目立たないが実力は備えており、配下のオオカミ達からもなんだかんだで慕われている。16歳のときは他に並ぶ者のいない存在であり、偶然通りかかったフェリルに叩きのめされて以来フェリルに想いを寄せているが、童貞気質が災いしてか一向に想いは伝わらずにいる。配下に加わったテルと合体攻撃「ラーテルハンマー」を編み出し、クマ達を撃退している。

#### シー学園
白海 カナ（しらうみ カナ）
声 - 岡咲美保
シー学園に通うシロイルカのメス。第36話で初登場。
黒縁のメガネが特徴的な明るい女の子だが、泣いていても傍目には笑っているようにしか見られずに困っている。海生哺乳類の中でも華麗な花形であるバンドウイルカに憧れ眺めるだけの日々を送っていたが、臨海学校でやってきたシートン学園料理部と出会い、ランカをはじめとした料理部の協力によりメロン体で「歌う」ことに開眼したことで認められ、バンドウイルカの群れに加わるとともに、一躍スター街道を駆け上がり始める。肺呼吸だが陸上では長時間生きられない。
板東 ルカ（ばんどう ルカ）
声 - 衣川里佳
シー学園に通うバンドウイルカのメス。第36話で初登場。
シンクロ部部長。部員たち（声 - 山根綺、ファイルーズあい）とレベルの高いショーで観客を感動させている。眠りが深すぎて半分寝てる間、性格が変わってしまう。左脳モードでは左目が髪に隠れ、右脳モードでは右目が髪に隠れる。シロイルカではバンドウイルカの泳ぎについてこれないと思い、シンクロ部にカナを入れることを拒んでいたが、カナの歌声が動きにシンクロしたことで、カナの入部を認める。陸で日課のトレーニングを行っている。

大場 ニア（おおば ニア）
声 - 津田健次郎
シー学園園長でオパビニアのオス。第38話で初登場。

#### 絶滅同盟EX団（私立ダーウィン学園）
姉谷 アン（あねたに アン）
声 - 上坂すみれ
ネアンデルタール人の少女。第45話で初登場。
赤い髪に白い肌で、空のようなキレイな青い目をしている。大食らいで、常に大きな肉を食している。同族を滅ぼしたホモ・サピエンスに憎しみを抱いており、ジン達の群れを分断しようと画策していた。しかし、アンを同じ人種だと思い込んだヒトミから友達になりたいと言われ厚遇されたことで優しい人間もいることを理解する。マンの命令でヒトミを気絶させ攫おうとするものの、イエナに止められ、ヒトミが自分を人間でないと知りながらも友達でいてくれたことをイエナから聞かされ人間への復讐心を収める。ヒトミに騙して気絶させたことを謝罪し、ヒトミ、イエナと友達になる。
安藤 アンドリュー（あんどう アンドリュー）
声 - 楠大典
アンドリューサルクスのオス。第48話で初登場。
3.8mの体格と84cmの大きな顎を持つ外見に反して臆病な性格。人間に滅ぼされたわけでもなく恨みもないため、なんとなく合わせていただけ。ジン達人間が居る群れを襲おうとするが、EX団で唯一人間と生息期が被らなかったため人間と他の動物とを判別できず、ジンに騙されてイエナやチンパンジーの群れを勘違いしたまま脅して返り討ちにあう。その後、シ－トン学園に関わることを恐れてEX団から脱退する。
人間にやられてEX団に会わせる顔がなくてうろうろしてたとき、地下迷宮で楽しそうにしている動物たちをおどかしていた。人間に恨みはないが、ジンのことは嫌っている。マンと再会し今でもEX団の仲間だと言われ、EX団に復帰する。
亀吉（かめきち）
アーケロンのオス。第48話のおまけで初登場。
トラの子供にいじめられていたところを安藤に助けられ、安藤に飼われることになる。初登場時は小さかったが、第93話時点では体長4m程度まで成長している。安藤にはとても懐いている。
芭張 アトラス（ばばり アトラス）
声 - 津田健次郎
バーバリライオンのオス。第51話で初登場。
バーバリライオンを人間に絶滅させられたと思い込んで人間に恨みを抱いており、人間のジンを襲い絶滅させようとするが駆けつけたキングと交戦することになる。体格差からキングを圧倒し、続いてジンのために駆けつけたユビルと長鹿兄を瞬殺するもシホにも暴力を振るったことからキングが怒りで覚醒。さらにジンからバーバリライオンは実は絶滅していないことを教えられて歓喜した隙を突かれてキングに敗北。その後は温和になる。フサメンであることで、キングのハーレムだったライオンのメス達からモテており、「バーちゃん」と呼ばれる。
揚揚（ヤンヤン）
声 - 新井里美
ヨウスコウカワイルカのメス。第51話で初登場。
ミスメスにおいてヒトミと勝負する。そのミスメスの一環として大食い勝負があったがユカリの作ったウサギの糞使用というおぞましい料理をそれと気づかず完食し、真実を知らされ放心する。その後、糞料理が病み付きになってしまう。
輪島 コマンドルスキー（わじま コマンドルスキー）
声 - 伊原正明
肥満体型を気にしているステラーカイギュウのオス。第51話で初登場。
ベーリング海に生息していた大型のカイギュウ類で、人間による乱獲で発見からわずか27年で絶滅したため、人間に強い恨みを抱いている。
ボスを裏切り歯向かったアンを襲おうとするが、ジンが転がしたビー玉に足元をとられ転倒して戦闘不能になる。アンやマンが人間への態度を改めた後も、絶滅させられた恨みを持ち続ける。
料理部のメスたちがダーウィン学園を見学しに来たとき、人間への恨みを捨てられずヒトミに冷たい態度を取っていたが、ヒトミがプールで溺れたマンを助け、人間として絶滅させたことを謝罪されたことで徐々に気を許し、酢こんぶをお土産で貰い美味であったことや哺乳類でコンブを食べるのは人間とステラーカイギュウだけだと聞かされ、人間のヒトミに心を開き、穏やかな眼になる。
氷下 マン（こおりもと マン）
声 - 金田朋子
ケナガマンモスのメスのEX団ボス。第56話で姿が明かされる。
低周音波を使って相手の脳内を通じて会話できる。人間に滅ぼされた強い恨みから、アンなどの同じ運命を辿った絶滅種を集めて同盟を結成する。小柄ながらもイエナを簡単に失神させられるほどの怪力の持ち主。アンにヒトミを攫うよう命令するものの最終的に断られる。人間のジンを自らの手で絶滅させようとするが、アンの手刀で気絶させられ阻止される。人間（主にヒトミ）の優しさを知ってからはヒトミの部屋に泊まるほどの仲へと進展するが、イエナからは警戒されている。
鮫野 トサ子
ダーウィン学園の教師で学生時代は寺野のクラスメイトだった。
羽織袴にブーツだった学生時代と違い現在ではジャージとメガネを着用し、髪に白いメッシュが入っている。
生徒たちには青春を謳歌するよう言っており、自身は絶滅とかぶって青春を謳歌できなかったことに悔いがある。というか、寺野が告白せずじまいだったことを根に持っている。

#### メソゾイック学園
寺野 ギガス（16歳）
107話で初登場。学生時代の寺野先生。
当時は小柄で腐肉食を行っており、それをバカにする大型肉食恐竜と衝突していた（そして一方的にやられていた）
それでも恐竜王になる夢を追っている。
食堂でミケ夫に腐肉食を侮辱された事で激怒し彼に挑みかかるが、あっさりと返り討ちにされた。
そこへ憧れていたトサ子が現れ、彼女がミケ夫に啖呵を切って退散させた事により繋がりを持ち、彼女との関わりによって精神的にも打たれ強くなっていった。
ミケ夫がレプティクティディウム達を拷問していた際には彼を咎めるが、逆上して彼に襲われた際にまたしてもトサ子にかばわれてしまい、責任を感じて彼女を助けに行くものの力及ばず足で踏みつけられてしまう。
しかし、目の前でトサ子を辱められ(服を破られ)た事、絶滅を乗り切るという覚悟により覚醒し、体を急成長させて今の体のサイズにまで巨大化させた。
その後はこれまで自分を虐げ、トサ子を慰み者にしようとしたミケ夫に対する怒りを爆発させるかのように体当たりをぶち込んでトサ子を離させる事に成功する。
さらにミケ夫が苦し紛れに放ったレプティクティディウムを全部掴み取り、彼が驚いている隙を突いて喉に噛み付き、地面に押し倒して勝利を収めた。
絶滅の運命を回避するべく、立ち上がった友人2人、ミケ夫と共に迫りくる隕石を迎撃しようとしたが隕石のあまりの巨大さに心を折られてしまい、勢いを削がれた上にそれによって雰囲気がグダグダになった事でトサ子に対する告白も言えずに絶滅を迎えてしまった。
寺野の友人達
107話で初登場。
学生時代の寺野の友人である2頭の小型肉食恐竜。2頭とも眼鏡を掛けているのが特徴。
種族は寺野と同じティラノサウルス類の恐竜だが、ティラノサウルスそのものかどうか不明である。
性格はとてもお人好しかつ友人想いで、ミケ夫に吐き捨てられた寺野を心配したり、服を破られたトサ子に自分の上着を貸し与える等の行為が見られる。
113話では隕石を食い止めようとする寺野に感化されて自身らも同じように巨大化するが、巨大隕石の脅威に怖気けついて「もうダメだ」と泣き叫んでいた。
鮫野 トサ子
寺野のクラスメイトで白亜期の北アフリカに君臨していたカルカロドントサウルスのメス。
姫カットをした大正女学生風のたおやかなヤマトナデシコだが大型肉食恐竜にも立ち向かう胆力の持ち主で物理的な腕力にも優れる。
教師になるのが夢で寺野に図書室で勉強を教えている。
ミケ夫
ティラノサウルス以前の北米の覇者、シアッチ・ミーケロルムのオス。
寺野たちのような小型の腐肉食恐竜をバカにして絡んでくる。
初登場の107話では、寺野達が食事をしていた所に現れ寺野の肉を地面に落とすという仕打ちをし、激昂した彼を一口で噛みついてノックアウトしたが、居合わせたトサ子により一喝されると馬鹿にした様子で寺野を吐き出して去っていった。
107話の食堂で生徒達を押し除け、108話では鎧竜を倒し、110話でトサ子と対等に渡り合っている事から戦闘力はかなり高いと見られる。
110話では絶滅のウサ晴らしとしてレプティクティディウムの生徒達をテープで毛を毟るという拷問を行なうが、寺野にその行いを咎められると逆上して彼を襲う。
すんでの所でトサ子に蹴り倒され、そこから彼女と激闘を繰り広げる。
最初は互角だったものの、途中でトサ子を助けるべく乱入してきた寺野を尻尾で弾き飛ばし、それによって気を取られたトサ子を手で掴んで拘束して逆転した。(ついでに駆けつけた寺野の友人2人を噛み付きでノックアウトした。)
彼の目の前でトサ子の服を破ってレイプしようとしたが、隕石の接近により狼狽え、更に踏みつけられていた寺野がトサ子への想いで巨大化(急成長)した事により形成は逆転。
巨大化した寺野にタックルを喰らい、トサ子を奪還される。
絶滅するという絶望に抗う覚悟を決めた寺野の気迫を受け、ヤケになって躍りかかり、倒れていたレプティクティディウムの生徒達を投げつけて目潰しを図ろうとするが、可動域の広い寺野の手によって全て受け止められてしまい、驚いている隙に喉に噛み付かれ倒された。
113話で自分に勝った事で喜びを分かち合っていた寺野、友人2頭、トサ子に対して隕石による破滅が到来する事を告げるものの、隕石を破壊してやろうと奮起した寺野に感化されて同じく巨大化した友人2人の姿を見て自分も加勢するが、隕石のあまりのデカさに戦意を喪失。
「お前らだけで死ね」と捨てゼリフを吐いて真っ先に逃げ出した。
レペノマムス・ロブストゥス
個体名は不明。性別はオス。中生代の哺乳類にしては大型で小型恐竜を捕食していた。
恐竜が嫌いで『恐竜の弱点』という本を読み、恐竜達を『クソ恐竜』と呼ぶなどジンに少し似ている。
パンブデルリオン
個体名は不明。メソゾイック学園の教師で『爆発したいかね？』と生徒を脅してくる。
トゥリモンストゥルム
個体名は不明。体育教師。
レプティクティディウム
レプティクティディウムの生徒達。学ランを着用しているので全員オスだと思われる。
新聞で自分たち哺乳類が絶滅しない事を知り大喜びしていた所、絶滅が迫りヤケになっていたミケ夫に見つかって体毛をテープで剥がされた挙句、校門前に捨てられた。
寺野とミケ夫の戦いではミケ夫によって目潰しの道具として投げつけられるが、全部受け止められてしまう。
鎧竜
108話でミケ夫に倒されていた種族不明の鎧竜。
顔しか描かれていない為、教師か生徒かは不明。
ステゴサウルスの生徒達
111話で初登場。
毎朝糞弁当の持ち寄りをしていた3頭組。その中に剣野が居たかどうかは不明。
1頭がトリケラ女子の糞を持ち込んでいた。

## 書誌情報
- 山下文吾『群れなせ！シートン学園』Cygames〈サイコミ〉、全6巻
  1. 2017年7月28日発売[8]、ISBN 978-4-06-509207-1
  2. 2017年9月29日発売[9]、ISBN 978-4-06-509216-3
  3. 2017年12月29日発売[10]、ISBN 978-4-06-509229-3
  4. 2018年2月28日発売[11]、ISBN 978-4-06-509250-7
  5. 2018年6月29日発売[12]、ISBN 978-4-06-511871-9
  6. 2018年11月30日発売[13]、ISBN 978-4-06-513675-1
- 山下文吾『【新装版】群れなせ！シートン学園』Cygames〈サイコミ×裏サンデー〉、全6巻
  1. 2020年4月30日配信[14]
  2. 2020年4月30日配信[15]
  3. 2020年4月30日配信[16]
  4. 2020年4月30日配信[17]
  5. 2020年4月30日配信[18]
  6. 2020年4月30日配信[19]
- 山下文吾『群れなせ！シートン学園-Animal Academy-』Cygames〈サイコミ×裏サンデー〉、全9巻
  1. 2019年8月30日配信[20]
  2. 2020年1月30日配信[21]
  3. 2020年2月28日配信[22]
  4. 2020年3月30日配信[23]
  5. 2020年6月30日配信[24]
  6. 2020年8月28日配信[25]
  7. 2020年11月30日配信[26]
  8. 2021年1月29日配信[27]
  9. 2021年6月30日配信[28]

## テレビアニメ
2019年10月にテレビアニメ化が発表され、2020年1月から3月までTOKYO MX他にて放送された。

### スタッフ
- 原作 - 山下文吾[29]
- 監督 - 博史池畠[1]
- シリーズ構成 - 村越繁[1]
- キャラクターデザイン - 佐々木政勝[1]
- 総作画監督 - 酒井孝裕[1]
- 動物作画監督 - 永山恵[1]
- 美術監督 - 小木曽宣久[1]
- 美術設定 - 綱頭瑛子[1]
- 色彩設計 - 歌川律子[1]
- 撮影監督 - 竹沢裕一[1]
- 編集 - 三嶋章紀[1]
- 音響監督 - 郷文裕貴[1]
- 音楽 - 山下洋介、加藤裕介、川崎智哉[1]
- 音楽プロデューサー - 佐藤宏次
- 音楽制作 - Cygames[1]
- プロデューサー - 秋田穣、兼岩元子、中石恵介、北澤史隆、青木隆夫、谷本千明
- アニメーションプロデューサー - 鷲崎健太
- アニメーション制作 - Studio五組[1]
- 制作協力 - 九州自然動物公園アフリカンサファリ、群馬サファリパーク、千葉市動物公園、大阪市天王寺動物園、東武動物公園、名古屋市東山動物園、猫カフェきゃりこ、横浜・八景島シーパラダイス[29]
- 製作 - アニメ「群れなせ！シートン学園」製作委員会[1]

### 主題歌
「学園壮観Zoo」
大狼ランカ（木野日菜）、間様人（石谷春貴）、牝野瞳（宮本侑芽）、子守ユカリ（久野美咲）、獣生ミユビ（小原好美）、猫米クルミ（徳井青空）によるオープニングテーマ。作詞は古屋真、作曲・編曲は加藤裕介。
「オオカミブルース」
大狼ランカ（木野日菜）によるエンディングテーマ。作詞は古屋真、作曲・編曲は山下洋介。
「メロン体 交響曲《変ホ長調より》」
白海カナ（岡咲美保）による第8話の挿入歌。作曲は山下洋介。

### 各話リスト
| 話数             | サブタイトル                                             | 脚本     | 絵コンテ     | 演出       | 作画監督                                                   | 放送日        |
| ---------------- | -------------------------------------------------------- | -------- | ------------ | ---------- | ---------------------------------------------------------- | ------------- |
| シートン学園記1  | おおかみ親分 ランカ －ランカとジンとヒトミの話－         | 村越繁   | 博史池畠     | 濱崎徹     | 酒井孝裕                                                   | 2020年 1月7日 |
| シートン学園記2  | なぜ雌達は○○○を口にするか －ユカリとミユビとクルミの話－ | 村越繁   | 博史池畠     | 牧野友映   | 小菅博                                                     | 1月14日       |
| シートン学園記3  | 愛するものたちと脱ぐもの －ミキとキングとシホの話－      | 村越繁   | 濱崎徹       | 佐々木達也 | 栗原基樹                                                   | 1月21日       |
| シートン学園記4  | 自称少年と大狼 －イエナとフェリルの話－                  | 佐藤裕   | 佐久間貴史   | 上田慎一郎 | 水野隆宏                                                   | 1月28日       |
| シートン学園記5  | 誰が勇敢であったか？ －体育祭の話－                      | 福田裕子 | 博史池畠     | 濱崎徹     | 小島唯可 正木優太 栗原基樹 水野隆宏 永山恵 大竹晃裕 宋珉珠 | 2月4日        |
| シートン学園記6  | 女熊猫の伝記 －メイメイの話－                            | 村越繁   | 八谷賢一     | 藏本穂高   | 大田謙治                                                   | 2月11日       |
| シートン学園記7  | 悩みし獣の野性的習慣 －イエナとテルの話－                | 佐藤裕   | セトウケンジ | 佐々木達也 | 栗原基樹 宋珉珠                                            | 2月18日       |
| シートン学園記8  | 海の吟遊詩人 －カナとルカの話－                          | 福田裕子 | 信田ユウ     | 大島克也   | 水野隆宏 大原大                                            | 2月25日       |
| シートン学園記9  | 動物生態伝 －マナコとミキとキングの話－                  | 佐藤裕   | 牧野友映     | 牧野友映   | 正木優太 和田賢人 田中翼 宋珉珠                            | 3月3日        |
| シートン学園記10 | 一人の穏和な野蛮人 －アンと瞳の話－                      | 福田裕子 | 清水聡       | 葛西良信   | 佐々木彩香 はっとりますみ                                  | 3月10日       |
| シートン学園記11 | 絶滅種と原始的謀略 －EX団の話－                          | 村越繁   | 濱崎徹       | 濱崎徹     | 永山恵 小菅洋 水野隆宏 栗原基樹                            | 3月17日       |
| シートン学園記12 | オレの知る学生動物 －ともだちの話－                      | 村越繁   | 博史池畠     | 高田昌豊   | 大田謙治 小菅洋                                            | 3月24日       |

### 放送局
| 放送期間                | 放送時間                     | 放送局       | 対象地域 | 備考                                     |
| ----------------------- | ---------------------------- | ------------ | -------- | ---------------------------------------- |
| 2020年1月7日 - 3月24日  | 火曜 0:30 - 1:00（月曜深夜） | TOKYO MX     | 東京都   | 製作参加                                 |
|                         |                              | KBS京都      | 京都府   |                                          |
|                         |                              | サンテレビ   | 兵庫県   |                                          |
|                         |                              | BS11         | 日本全域 | BS放送 / 『ANIME+』枠                    |
| 2020年1月12日 - 3月29日 | 日曜 23:30 - 月曜 0:00       | アニマックス | 日本全域 | 製作参加 / BS・CS放送 / リピート放送あり |

| 配信開始日    | 配信時間                     | 配信サイト |
| ------------- | ---------------------------- | --- |
| 2020年1月7日  | 火曜 0:00 - 0:30（月曜深夜） | AbemaTV |
| 2020年1月10日 | 金曜 0:30 更新               | アニマックスオンデマンド Amazonプライム・ビデオ GYAO! GYAO!ストア QTVドーガ COCOROVIDEO J:COMオンデマンド dアニメストア DMM.com てのひら動画 ニコニコチャンネル ビデオパス ビデオマーケット みるプラス music.jp Rakuten TV |
|               | 金曜 12:00 更新              | アニメ放題 HAPPY!動画 U-NEXT |
|               | 金曜 19:00 更新              | TSUTAYA TV |
| 2020年1月11日 | 土曜 0:30 更新               | FOD |
| 2020年1月12日 | 日曜 0:30 更新               | dTV |
|               | 日曜 12:00 更新              | Playストア バンダイチャンネル ひかりTV |

### CD
| 発売日        | タイトル                                                                           | 規格品番  |
| ------------- | ---------------------------------------------------------------------------------- | --------- |
| 2020年2月21日 | TVアニメ『群れなせ！シートン学園』主題歌 OP「学園壮観Zoo」／ED「オオカミブルース」 | CYRC-0001 |

### BD
各巻の特典として、描き下ろし三方背アウターケース、描き下ろしインナージャケット、オリジナルサウンドトラック（特典CD）、ブックレット、原作山下文吾描き下ろしコミックがそれぞれ同梱されている。
| 巻 | 発売日       | 収録話         | 規格品番  | 特典                               | 特典 |
| 巻 | 発売日       | 収録話         | 規格品番  | CD                                 | 映像 |
| -- | ------------ | -------------- | --------- | ---------------------------------- | --- |
| 1  | 2020年3月3日 | 第1話 - 第4話  | BIXA-1281 | オリジナル・サウンドトラック Vol.1 | - ノンテロップOP「学園壮観Zoo」 - ノンテロップED「オオカミブルース」                                     |
| 2  | 2020年5月8日 | 第5話 - 第8話  | BIXA-1282 | オリジナル・サウンドトラック Vol.2 | - ティザーPV - 動物PV集 - PV集 - 番宣集 - パッケージCM集                                                 |
| 3  | 2020年7月3日 | 第9話 - 第12話 | BIXA-1283 |                                    | - ショートアニメ「シートン学園記EX 獣女子たちの湯冷め注意報」 - 群れなせ!シートン学園 課外授業（完全版） |